# 小笠原忠脩
小笠原 忠脩（おがさわら ただなが）は、江戸時代初期の武将。信濃国松本藩の世嗣。官位は従五位下・信濃守。徳川家康の外曾孫に当たる。

## 生涯
小笠原秀政の長男として下総国栗橋城にて誕生。元服の際、大叔父でもある2代将軍・徳川秀忠から偏諱を受けて忠脩と名乗った。慶長12年（1607年）、出家した父から家督を譲られる。
慶長19年（1614年）、大坂冬の陣では小笠原軍を率いて出陣したが、軍費に窮し、困り果てたと言われている。翌慶長20年（1615年）の大坂夏の陣では父が小笠原軍を率いて出陣した。このとき、忠脩は松本城の守備を任されていたが、幕府に無断で出陣し、父と合流した。これは一つ間違えれば、家康の外曾孫といえども許される行為ではないが、家康は処罰も恐れずに出陣してきた曾孫の忠脩を大いに評価し、従軍を許したという。
天王寺・岡山の戦いで父と共に豊臣軍と戦うも討死した。享年22。
長男の長次が出生したのは忠脩の死の18日後であったため、小笠原家の家督は弟の忠真が継ぐこととなり、忠脩の正室・円照院（亀姫）は家康の命で忠真に再嫁した。

## 系譜
- 父：小笠原秀政（1569年 - 1615年）
- 母：登久姫（峯高院）（1576年 - 1607年） - 松平信康長女
- 正室：亀姫（円照院）（1597年 - 1643年） - 徳川家康養女、本多忠政次女
  - 女子：繁姫（齢昭院）（? - 1655年） - 小笠原忠真養女、蜂須賀忠英正室
  - 長男：小笠原長次（1615年 - 1666年）